# Clínica Heitor Carrilho
A Clínica Heitor Carrilho, cujo nome oficial era Clínica Pedagógica Prof. Heitor Carrilho, foi um hospital-escola localizado no bairro de Dix-Sept Rosado, em Natal. Foi organizada por Severino Lopes (médico e psiquiatra), Militão Chaves (comerciante) e Boanerges Januário Soares de Araújo (advogado). Começou a funcionar ainda na década de 1950, uma vez que suas instalações já estavam completamente construídas a junho de 1957, e seu terreno foi doado pelos associados Militão e Raimundo Chaves.
O nome da clínica faz referência ao psiquiatra potiguar Heitor Carrilho, que desenvolveu sua carreira no Rio de Janeiro, onde, em 11 de dezembro de 1954, organizou a primeira Associação de Pais e Amigos dos Excepcionais - APAE. Cinco anos depois, quando esta instituição veio a se instalar em Natal, ela foi implantada no prédio da Clínica Heitor Carrilho.